# La mariée était en noir (roman)
Pour les articles homonymes, voir La mariée était en noir (film).
La mariée était en noir (The Bride Wore Black) est un roman policier de William Irish publié en 1940.
Le roman est adapté au cinéma en 1968 par François Truffaut sous le même titre, avec Jeanne Moreau.

## Résumé
Une mystérieuse femme loue un appartement et tente de se rapprocher d'un nommé Bliss. Or, invitée à une soirée mondaine chez cet homme, elle l'attire sur la terrasse et le pousse dans le vide, tout en lui criant son nom : Mrs. Nick Killeen.
Peu après, une femme d'une beauté remarquable surgit dans la vie d'un certain Mitchell. Après une soirée digne d'un rêve, elle lui offre une boisson capiteuse, rare et empoisonnée, tout en lui rappelant qu'il a déjà assisté à son mariage.
C'est ensuite à un honnête père de famille que la même tueuse s'en prend.
La police cherche à trouver le lien entre les victimes pour découvrir la cause de ce qui a toutes les apparences d'une implacable vengeance. Il faut mettre un terme à cette série de meurtres en révélant à cette femme qu'elle a commis une série d'erreurs d'identité.

## Particularités du roman
Le roman s'amorce sur une citation tirée de la nouvelle fantastique Le Horla de l'écrivain français Guy de Maupassant.
L'édition originale du roman est publiée à New York en 1940 sous la signature Cornell Woolrich, le patronyme de l'auteur très peu connu des lecteurs français. En France, tous les éditeurs ont préféré coiffer le texte du pseudonyme William Irish, déjà employé par Woolrich pour d'autres romans qui avaient été traduits en français.

## Éditions françaises
La traduction française est signée Edmond Michel-Tyl :
- Fournier-Valdès, 1946
- Presses de la Cité, coll. « Un mystère » no 253, 1956 ;
- sous le titre La mariée portait le deuil, Club du livre policier, coll. « Les Classiques du roman policier » no 28, 1964 ;
- Presses de la Cité, coll. « Télé-Mystère » no 11, 1967 ;
- Le Cercle du livre européen, 1971 ;
- Presses Pocket no 1019, 1973 ;
- Walter Becker, 1973 ;
- Christian Bourgois, coll. « Série B », 1984 ;
- dans le volume Noir, c'est noir, éditions Omnibus, 1992 ;
- Gallimard, Folio policier no 226, 2001
- dans le volume Rendez-vous en noir : romans et nouvelles de William Irish, éditions Omnibus, 2004 ; [réimpr. 2012]

## Adaptation
- 1968 : La mariée était en noir, film français réalisé par François Truffaut, avec Jeanne Moreau dans le rôle-titre, Michel Bouquet, Jean-Claude Brialy, Charles Denner, Claude Rich, Michael Lonsdale, Daniel Boulanger et Alexandra Stewart

## Sources
: document utilisé comme source pour la rédaction de cet article.
- Claude Mesplède, Dictionnaire des littératures policières, vol. 1 : A - I, Nantes, Joseph K, coll. « Temps noir », 2007, 1054 p. (ISBN 978-2-910-68644-4, OCLC 315873251), p. 1030 (Notice William Irish)
- Jean Tulard, Dictionnaire du roman policier : 1841-2005. Auteurs, personnages, œuvres, thèmes, collections, éditeurs, Paris, Fayard, 2005, 768 p. (ISBN 978-2-915793-51-2, OCLC 62533410), p. 474-475